# Lautoka FC
Lautoka FC ist ein fidschianischer Fußballverein aus Lautoka, der zweitgrößten Stadt Fidschis. Seine Heimspiele in der National Football League, der höchsten Spielklasse Fidschis, trägt das Team im Churchill Park aus. Das Team ist auch unter dem Spitznamen The Baby Blues bekannt.

## Geschichte
Die Lautoka Football Association wurde 1934 unter der Führung von John Bairagi gegründet. Gründungsmitglieder waren Namoli Indian Park und Service, als Stadion diente Namoli Park in Lautoka. Außerdem war Lautoka eines der Gründungsmitglieder der Fiji Indian Football Association 1938.

## Erfolge
- Premier League: 7

1984, 1988, 2009, 2017, 2018, 2021, 2023
- Inter-Distrikt Championship: 17

1941, 1942, 1949, 1950, 1953, 1957, 1958, 1959, 1962, 1964, 1965, 1973, 1984, 1985, 2005, 2008, 2017
- Champions versus Champions: 4

1985
- Fidschianischer Fußballpokal: 4

1997, 2000, 2002
- OFC Champions League

Finale 2018

## Spieler
- Osea Vakatalesau (2004–2005, 2010)
- Manueli Kalou (2007)
- Judd Molea (2009–2011), Nationalspieler für die Salomonische Fußballnationalmannschaft.
- Salesh Kumar (2009)
- Beniaminio Mateinaqara (2017– )